# Carlia pulla
Espèce
Synonymes
- Leiolopisma pulla Barbour, 1911

Carlia pulla est une espèce de sauriens de la famille des Scincidae.

## Répartition
Cette espèce est endémique de la côte nord de Papouasie-Nouvelle-Guinée.

## Publication originale
- Barbour, 1911 : New lizards and a new toad from the Dutch East Indies, with notes on other species. Proceedings of the Biological Society Washington, vol. 24, p. 15-22 (texte intégral).